# Walther von Wartburg
Walther von Wartburg (Riedholz, Zwitserland, 18 mei 1888 - Bazel, 15 augustus 1971) was een beroemd Zwitserse romanist, hoogleraar aan diverse universiteiten, initiator en hoofdauteur van het FEW: Französisches Etymologisches Wörterbuch.

## Leven
Na zijn studies in Zürich, Florence en Parijs, waar hij o.a. als leermeester Jules Gilliéron had (de auteur van de Atlas linguistique de la France) is Von Wartburg eerst begonnen als leraar. In 1921 werd hij privaat-docent aan de universiteit van Bern, waarnaast hij zijn baan als leraar in Aarau aanhield. In 1928 werd hij benoemd tot buitengewoon hoogleraar Romaanse filologie te Lausanne (1928), en kon hij zijn leraarsbaan opgeven. Een jaar later werd hij benoemd als hoogleraar te Leipzig. Van 1935-1940 gaf Von Wartburg ook elk jaar gedurende drie maanden als gasthoogleraar colleges aan de universiteit van Chicago. In 1939 werd hij benoemd als hoogleraar te Bazel, waar hij bleef tot aan zijn emeritaat in 1959.
In 1947 richtte Von Wartburg binnen de Deutsche Akademie der Wissenschaften te Berlijn het Institut für Romanische Sprachwissenschaft op.
Van 1935 tot 1957 was Von Wartburg bovendien redacteur van het Zeitschrift für romanische Philologie.
Von Wartburg was eredoctor van verschillende universiteiten. Op 28 Juni 1963 werd hij opgenomen als lid van de Orde Pour le Mérite.

## Werk
Het Duits was de moedertaal van deze Zwitser, en bijna al zijn publicaties verschenen in het Duits, maar hij heeft zijn leven gewijd aan de bestudering van de geschiedenis van het Frans. Dit heeft met name vorm gekregen in zijn FEW: Französisches Etymologisches Wörterbuch: eine Darstellung des galloromanisches Sprachschatzes. Al toen hij nog leraar was excerpeerde Von Wartburg talloze dialect-woordenboeken, en vulde hij fiches met Franse woorden en hun geschiedenis. Hij ging hier zelfs mee door tijdens zijn militaire dienst (waarvoor hij opgeroepen was ten tijde van de Eerste Wereldoorlog). Het schrijven van dit woordenboek was voor hem een jeugddroom en werd een levenswerk. Het eerste deel van dit monumentale werk verscheen in 1922. Hij werkte goeddeels alleen, tot aan zijn benoeming te Leipzig (1929). Toen kreeg hij de beschikking over geld en een team van medewerkers. Vlak voor het uitbreken van de Tweede Wereldoorlog echter verliet hij Leipzig en keerde terug naar Zwitserland. Hij wist al zijn materiaal ongeschonden mee te nemen, maar zat weer zonder medewerkers. Pas in de eerste jaren na de Tweede Wereldoorlog slaagde hij er in nieuwe medewerkers te vinden, en nieuwe fondsen aan te boren. Vanaf de jaren 50 neemt het tempo van verschijnen van de delen toe, vooral na 1959, het jaar van zijn emeritaat, toen Von Wartburg zich volledig op het FEW kon richten.
De voltooiing heeft Von Wartburg niet meer mee kunnen maken. Pas in 2002, meer dan 30 jaar na zijn dood is het werk voltooid.
Het FEW is meer dan gewoon een etymologisch woordenboek. Het behandelt in bredere zin de geschiedenis van elk woord, waarbij dus niet alleen het Frans zoals wij dat nu kennen betrokken is, maar ook het Oud- en Middelfrans, alsmede alle dialetcten en patois
Von Wartburgs meest gebruikte werk is wellicht zijn Structure et évolution de la langue française, voortgekomen uit colleges die hij gaf. In dit in een zeer verzorgd Frans geschreven studieboek beschrijft hij de ontwikkeling van de Franse taal vanaf het Vulgair Latijn tot en met de 19e eeuw. Hierbij beschrijft hij taal-interne ontwikkelingen (zoals fonetische veranderingen) maar ook externe factoren die taal-veranderingen hebben veroorzaakt of beïnvloed, enigszins op de manier van Karl Vossler. Von Wartburg benadrukt o.a. hoe dicht het Oudfrans qua structuur bij het late Latijn staat.
Daarnaast heeft hij talloze artikelen op zijn naam staan. Von Wartburg heeft zich veel beziggehouden met de invloed van het Germaanse superstraat. Dit is de invloed die de taal van de Franken op die van de inwoners van het noordelijk deel van Frankrijk heeft gehad, in de periode nadat zich hier het Vulgair Latijn gevestigd had (grofweg van 600-1000 na Chr.). Von Wartburg ziet in deze invloed de oorzaak van het ontstaan van de twee talen in Frankrijk, het Occitaans in het zuiden en de Langue d'Oil in het noorden, het latere Provençaals en Frans.

## Publicaties
Boeken
- 1912: Die Ausdrücke für die Fehler des Gesichtsorgans in den romanischen Sprachen und Dialekten: eine semasiologische Untersuchung, proefschrift Zürich, Revue de dialectologie romane 3 (1911) en 4 (1912); nieuwe uitgave in een deel – Hamburg: Soc. Intern. de Dialectologie Romane, 1912.
- 1918: Zur Benennung des Schafes in den romanischen Sprachen: ein Beitrag zur Frage der provinziellen Differenzierung des spätern Lateins, Habilitationsschrift te Bern, Berlin: Akademie der Wissenschaften en G. Reimer, 1918.
- 1922-1967: Französisches etymologisches Wörterbuch: eine darstellung des galloromanischen sprachschatzes, Bazel en Bonn: universiteit van Bazel, 1922-1967.
- 1930: Der Einfluß der germanischen Sprachen auf den französischen Wortschatz, inaugurele rede bij zijn ambtsaanvaarding bij de universiteit van Leipzig.
- 1932: Das Ineinandergreifen von deskriptiver und historischer Sprachwissenschaft, Leipzig: Hirzel, 1932.
- 1932: samen met Oscar Bloch, Dictionnaire étymologique de la langue française, Parijs: Presses Universitaires de France, 1932. Herhaaldelijk herdrukt met toevoegingen en verbeteringen. Dit boek zou men als een voor een breder publiek bedoeld uittreksel uit het FEW kunnen zien.
- 1934: Évolution et structure de la langue francaise, Bern: A. Francke, 1934. Herhaaldelijk herdrukt met roevoegingen en verbeteringen.
- 1934: Bibliographie des dictionnaires patois galloromans, Genève: Droz, 1934. Latere bewerkingen samen met Hans-Erich Keller en Robert Geuljans; uitgave van 1969 onder de titel: Bibliographie des dictionnaires patois galloromans (1550-1967)
- 1936: La posizione della lingua italiana nel mondo neolatino: tre conferenze, Leipzig: H. Keller, 1936.
- 1939: Die Entstehung der romanischen Völker, Halle: Max Niemeyer, 1939.
- 1940: Posizione della lingua italiana, Florence: G.C. Sansoni, 1940.
- 1943: Einführung in die Problematik und Methodik der Sprachwissenschaft, Halle: M. Niemeyer, 1943; 2de druk uit 1962 in samenwerking met Stephan Ullmann.
- 1946: Raccolta di testi antichi italiani, Bern: A. Francke, 1946. Verzameling oud-Italiaanse teksten.
- 1947: samen met Paul Zumthor, Précis de syntaxe du francais contemporain, Bern: A. Francke, 1947.
- 1950:  Ausgliederung der romanischen Sprachräume, Stuttgart: A. Francke, 1950.
- 1952: samen met R. Hallig, Begriffssystem als Grundlage für die Lexicographie: Versuch eines Ordnungsschemas, Berlin: Akademie-Verlag, 1952 (2de druk 1963).
- 1965: samen met zijn vrouw Ida von Wartburg-Boos, Die Göttliche Komödie: Ins Deutsche übertragen von Ida und Walther von Wartburg, kommentiert von Walther von Wartburg.

Redactie van verzamelwerken
- 1956: Von Sprache und Mensch, gesammelte Aufsätze, onder redactie van Walther von Wartburg, Bern: Francke, 1956.

Artikelen en bijdragen
- 1915: ‘Romanische Ortsnamen in der Schweiz bis 1913’, in: Karl Vollmöller (red.), Romanischer Jahresbericht 13 (1915).
- 1937: samen met Theodor Frings, ‘Französisch und Fränkisch’, in: Festschrift Karl Jaberg, Halle: Niemeyer, 1937, p. 65–82. (herdruk in Sammelband Frings, Tübingen: Niemeyer, 1951).
- 1940: ‘The Localization of the Capitulare de Villis’, vertaling van William Roach, Speculum 15, afl. 1 (1940).
- 1950: ‘Umfang und Bedeutung der germanischen Siedlung in Nordgallien im 5. und 6. Jahrhundert im Spiegel der Sprache und der Ortsnamen’, Vorträge und Schriften 36 (1950).
- 1953: ‘Die griechische Kolonisation in Südgallien und ihre sprachlichen Zeugen im Westromanischen’, Zeitschrift für romanische Philologie 68, afl. 1 en 2 (1953).